# Media and Entertainment International
Media and Entertainment International (MEI) was een internationaal vakbondssecretariaat.

## Historiek
Het stichtingscongres van de International Secretariat for Arts, Mass Media and Entertainment Trade Unions (ISAMMETU) vond plaats op 3 en 4 december 1993 naar aanleiding van de fusie van het  International Secretariat of Arts, Communications, Media and Entertainment Trade Unions (ISETU) met de Federation internationale des syndicats des travailleurs de l'audiovisuel (FISTAV). In 1995 werd de ISAMMETU hernoemd naar Media and Entertainment International (MEI).
Op 1 januari 2000 fuseerde de MEI met de Fédération internationale des employés, techniciens et cadres (FIET), de International Graphical Federation (IGF) en Communications International (CI) tot Union Network International (UNI).
Algemeen secretaris was Jim Wilson en voorzitter was Tony Lennon.